# Malassorbimento
Le sindromi da malassorbimento sono un gruppo di patologie caratterizzate da un insufficiente assorbimento di lipidi, vitamine, proteine, carboidrati, elettroliti, sali minerali e acqua da parte dell'organismo. Il sintomo più comune è la diarrea cronica ricca di grassi nelle feci (steatorrea). Il malassorbimento è causato da alterazioni di almeno una delle seguenti funzioni digestive:
- Digestione endoluminale, in cui grassi, carboidrati e proteine vengono trasformati in molecole assimilabili. Il processo inizia nella bocca con la saliva, continua con la digestione peptica nello stomaco e nell'intestino tenue grazie all'attività emulsiva dei sali biliari.
- Digestione terminale, che avviene nell'orletto a spazzola della mucosa dell'intestino tenue per idrolisi di carboidrati e peptidi ad opera, rispettivamente, delle disaccarasi e delle proteasi.
- Trasporto transepiteliale, in cui i nutrienti vengono trasportati attraverso l'epitelio dell'intestino tenue e successivamente rilasciati nei vasi del circolo intestinale. Gli acidi grassi vengono immessi nei vasi linfatici intestinali, dopo essere stati convertiti in trigliceridi e associati con il colesterolo a formare i chilomicroni.

## Manifestazioni cliniche
Le conseguenze del malassorbimento possono coinvolgere molti organi:
- Apparato gastrointestinale, con diarrea dovuta sia al malassorbimento in sé sia a un'eccessiva secrezione intestinale, cui si associano borborigmi, flatulenza, dolore addominale, calo ponderale e mucosite da deficit vitaminici.
- Sistema emopoietico, con anemia da deficit di ferro, piridossina, folati e cobalamina ed emorragie da deficit di vitamina K.
- Sistema muscoloscheletrico, in cui si manifestano osteopenia e tetania da deficit di calcio, magnesio e vitamina D.
- Sistema endocrino, con amenorrea, impotenza, sterilità, iperparatiroidismo secondario a deficit di calcio e vitamina D.
- Epidermide, che manifesta petecchie e porpora per deficit di vitamina K, edema da deficit di proteine, dermatite e ipercheratosi da deficit di vitamina A, zinco, acidi grassi essenziali e vitamina B3.
- Sistema nervoso, colpito da neuropatia periferica da deficit di vitamine A e B12

## Principali cause delle sindromi da malassorbimento
- Da difettosa digestione endoluminale
  - Insufficienza pancreatica da pancreatite o mucoviscidosi
  - Sindrome di Zollinger-Ellison
  - Disfunzioni o resezioni ileali
  - Sospensione del flusso biliare per epatopatia od ostruzione dei canali biliari
- Da alterazioni primitive delle cellule mucose
  - Deficit di disaccarasi (intolleranza al lattosio)
  - Sovraccrescita batterica che causa lesioni dell'orletto a spazzola (sindrome da iperproliferazione batterica)
  - Abetalipoproteinemia
  - Malassorbimento primitivo degli acidi biliari per mutazioni che influenzano i meccanismi di trasporto ileali
- Ridotta superficie dell'intestino tenue
  - Celiachia
  - Malattia di Crohn
- Ostruzione linfatica
  - Linfoma
  - Tubercolosi e linfoadenite tubercolare
- Infezione
  - Enterite acuta infettiva
  - Parassitismo
  - Sprue tropicale
  - Malattia di Whipple
- Cause iatrogene
  - Gastrectomia totale o subtotale
  - Resezione ileale distale o bypass ileale
  - Sindrome dell'intestino corto

## Diagnosi
In genere l'esame delle feci è in grado di rilevare se l'intestino sta assorbendo in maniera ottimale o meno i nutrienti essenziali.

## Terapia
La terapia si basa sull'individuazione ed eliminazione della cause del malassorbimento sopra riportate. È possibile ricorrere anche a somministrazione aggiuntiva (integratore alimentare) delle sostanze mancanti all'organismo.